# Hydropsyche kepez
Hydropsyche kepez là một loài Trichoptera trong họ Hydropsychidae. Chúng phân bố ở miền Cổ bắc.